# Melhor jogador do mundo pela FIFA em 2008

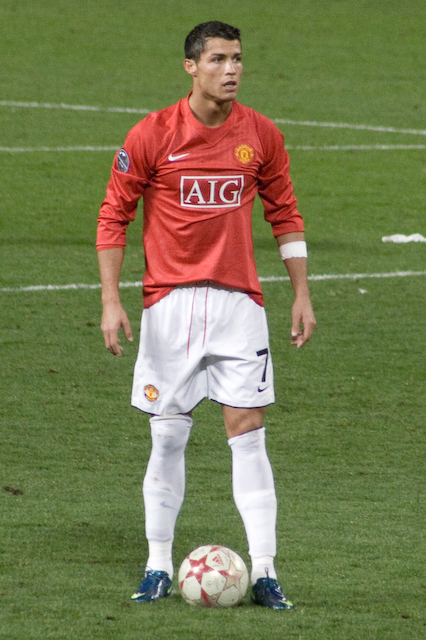
Cristiano Ronaldo

O prêmio da FIFA de melhor jogador do mundo em 2008 foi dado ao português Cristiano Ronaldo, com o argentino Lionel Messi em segundo e o espanhol Fernando Torres em terceiro.

## Classificação geral masculina
| Pos. | Jogador             | Pontos | Time na época      |
| ---- | ------------------- | ------ | ------------------ |
| 1    | Cristiano Ronaldo   | 955    | Manchester United  |
| 2    | Lionel Messi        | 678    | Barcelona          |
| 3    | Fernando Torres     | 203    | Liverpool          |
| 4    | Kaká                | 183    | Milan              |
| 5    | Xavi Hernández      | 155    | Barcelona          |
| 6    | Steven Gerrard      | 98     | Liverpool          |
| 7    | Samuel Eto'o        | 58     | Barcelona          |
| 8    | Iker Casillas       | 49     | Real Madrid        |
| 9    | Andrés Iniesta      | 37     | Barcelona          |
| 10   | David Villa         | 37     | Valência           |
| 11   | Andrey Arshavin     | 36     | Arsenal            |
| 12   | Frank Lampard       | 33     | Chelsea            |
| 13   | Didier Drogba       | 30     | Chelsea            |
| 14   | Michael Ballack     | 27     | Chelsea            |
| 15   | Cesc Fàbregas       | 27     | Arsenal            |
| 16   | Zlatan Ibrahimović  | 26     | Barcelona          |
| 17   | Emmanuel Adebayor   | 25     | Manchester City    |
| 18   | Franck Ribéry       | 23     | Bayern de Munique  |
| 19   | Ruud van Nistelrooy | 14     | Real Madrid        |
| 20   | Sergio Agüero       | 12     | Atlético de Madrid |
| 21   | John Terry          | 11     | Chelsea            |
| 22   | Gianluigi Buffon    | 8      | Juventus           |
| 23   | Deco                | 1      | Chelsea            |

## Classificação Geral feminina
| Pos. | Jogadora       | Pontos | Time                               |
| ---- | -------------- | ------ | ---------------------------------- |
| 1    | Marta          | 1002   | Umeå                               |
| 2    | Birgit Prinz   | 328    | Frankfurt                          |
| 3    | Cristiane      | 275    | Linköpings/ Corinthians            |
| 4    | Nadine Angerer | 198    | 1. FFC Turbine Potsdam/ Djurgården |
| 5    | Kelly Smith    | 150    | Arsenal                            |